# Stena Shipper
Lo Stena Shipper è un Ro-Ro di proprietà della Stena Line e in noleggio a CoTuNav.

## Servizio
Varato il 3 settembre 2011 nei cantieri navali danesi Odense Staalskibsværft A/S di Odense per la Pacific Basin Shipping Ltd Hong Kong, alla quale viene consegnato il 5 gennaio 2012, entra in servizio il 13 giugno successivo partendo da Tilbury per Avonmouth.
Nel settembre del 2012 viene venduto all'Atlantica di Navigazione, terminando il servizio per il vecchio armatore il 9 ottobre con la partenza da Avonmouth per Falmouth, dove verrà ribattezzata Eurocargo Brindisi ed isserà bandiera italiana.
Nel marzo 2015 viene ceduto alla ShipLux XII SARL e ribattezzato Fadiq.
A luglio 2017 viene registrato per la nuova società ShipLux XII SA e ribattezzato Qubra.
Il 25 gennaio 2018 viene ceduto alla società con sede a Lussemburgo CLDN Ro-Ro SA ed a partire dal 27 gennaio viene noleggiato a lungo termine con opzione di acquisto alla Tirrenia Cargo e ribattezzato Giuseppe Lucchesi, entrando in servizio tra i porti di Genova, Livorno, Cagliari ed Olbia.
Nel 2022 viene noleggiato a sua volta alla tunisina CoTuNav e inserito nei collegamenti tra Rades, Marsiglia, Tunisi, Genova e Livorno.
Nel gennaio 2025 termina il noleggio per la Tirrenia Cargo, dalla quale viene acquistato a titolo definitivo, disarmato nel porto di Livorno e poi ceduto pochi giorni dopo alla svedese Stena Rederi A/S per la quale issa bandiera danese e viene ribattezzato Stena Shipper, tornando in noleggio a CoTuNav.

## Navi gemelle
- Pol Stella
- California Star (ex Eurocargo Sicilia)
- Pol Maris
- Paqize
- Cabo Star (ex Eurocargo Savona)
- Ocean Trader
- List (ex Eurocargo Catania)